# أمير الملك
أمير الملك (1 كانون الثاني 1877 - 23 كانون الأول 1923) كان مهتارًا (حاكمًا) ولاية شترال الأميرية .   تولى السلطة بعد أن رتب لقتل شقيقه مهتر نظام الملك. كانت فترة ولايته كمهتار قصيرة حيث عُزل من منصبه في أقل من ثلاثة أشهر، قبل أن تتاح له الفرصة لتعزيز منصبه.